# Pseudeustrotia leechiana
Pseudeustrotia leechiana är en fjärilsart som beskrevs av Felix Bryk 1948. Pseudeustrotia leechiana ingår i släktet Pseudeustrotia och familjen nattflyn. Inga underarter finns listade i Catalogue of Life.